# Liste von Museumsschiffen
Ein Museumsschiff ist im Allgemeinen Wortgebrauch ein außer Dienst gestelltes, oft noch voll funktionstüchtiges Schiff, das fest vertäut an einer Pier oder in einem Trockendock liegt. Es kann wie ein Museum besichtigt werden. Zu mehr Informationen zum Thema und zu einer weiteren Bedeutung des Wortes siehe den Artikel Museumsschiff.

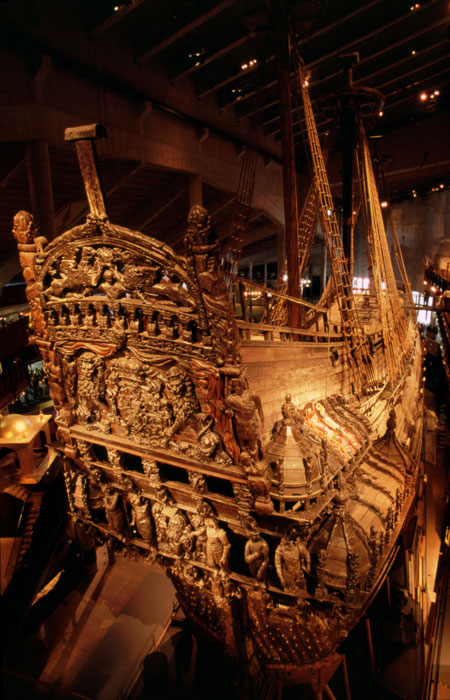
Achtersteven der Vasa, Stockholm

## Liste

### Argentinien
Buenos Aires
- Fregatte Presidente Sarmiento im Hafenbecken 3 (spanisch Dique 3)
- Korvette Uruguay im Hafenbecken 4 (spanisch: Dique 4)

### Australien
Williamstown (Victoria)
- Korvette Castlemaine
- Zerstörer Vampire Marinemuseum Sydney

### Belgien
Oostende
- Islandfahrer Amandine (O.129)
- Barkentine Mercator

### Bulgarien
Beloslaw
- U-Boot Slava (Romeo-Klasse)

Kosloduj
- Binnenfahrgastschiff Radetzky

Warna
- Torpedoboot Draski
- Segelyacht Cor Caroli

Zarewo
- Dreimastgaffelschoner Gorjanin (Wrack)

### Chile
Valparaíso, altes Hafenbecken (Muelle Barón)
- Seenotrettungsboot Capitán Christiansen

Marinebasis Talcahuano
- Panzerschiff Huáscar

Ehemaliger Zollhafen Talcahuano
- Dampfschlepper Poderoso

Puerto Williams
- Frachtschiff Micalvi

### China
Tianjin
- Flugdeckkreuzer Kiew

### Dänemark
Marinemuseum Aalborg:
- U-Boot Springeren
- Torpedoboot Søbjørnen

Ebeltoft
- Fregatte Jylland

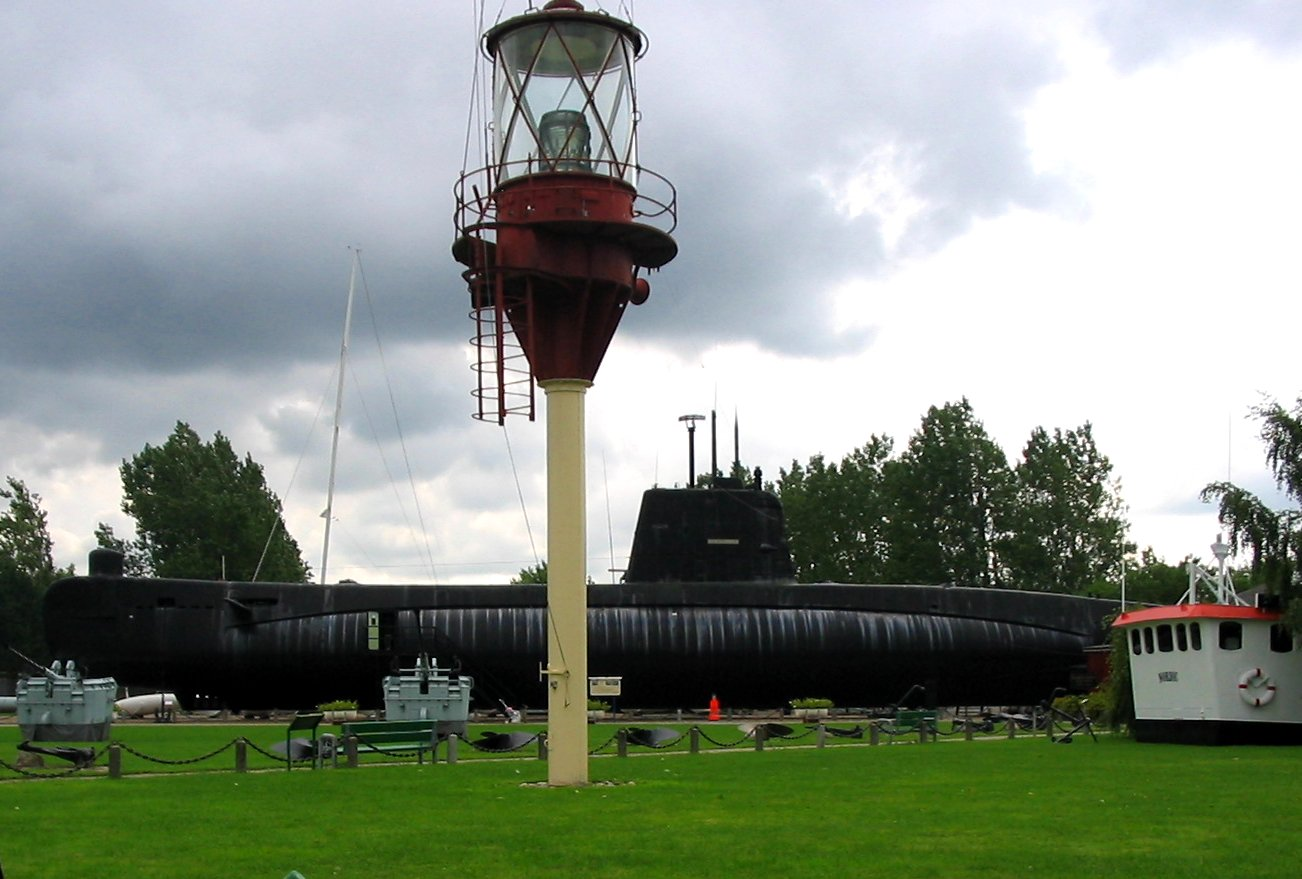
Springeren in Aalborg

Fischerei- und Seefahrtsmuseum Esbjerg
- Leichter Ane Catherine
- Kutter Claus Sørensen

### Deutschland
- Berlin, Historischer Hafen Berlin
  - Dampfschlepper Andreas
  - Schlepper Volldampf
- Brandenburg an der Havel
  - Dampfschlepper Luise
  - Dampfschlepper Nordstern
- Bremerhaven:
  - U-Boot Wilhelm Bauer
  - Fischtrawler Gera

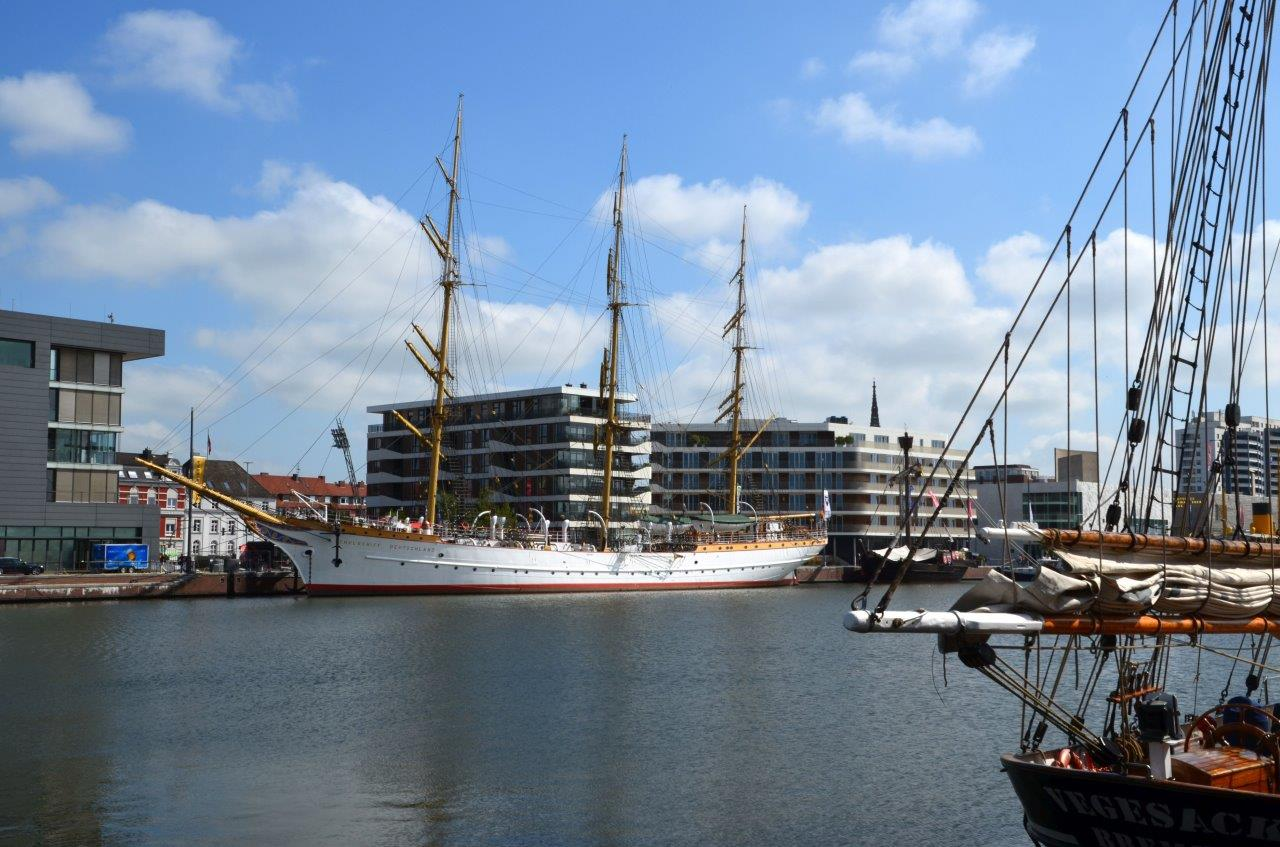
Schulschiff Deutschland, Bremerhaven

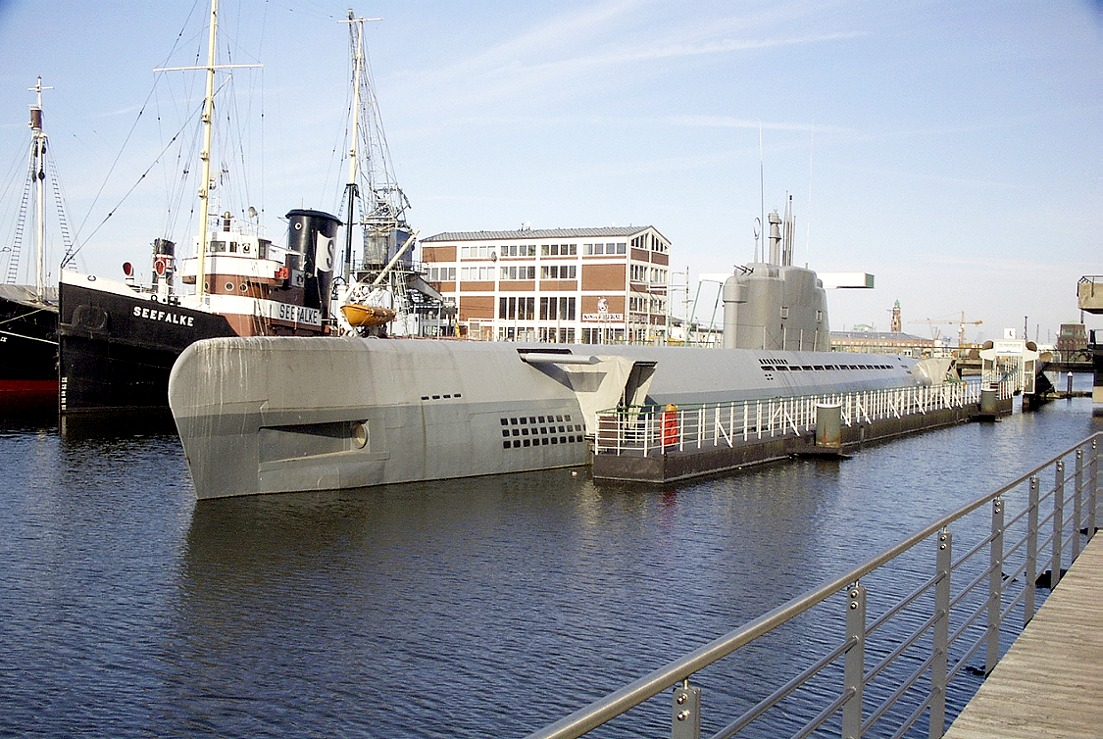
Wilhelm Bauer in Bremerhaven

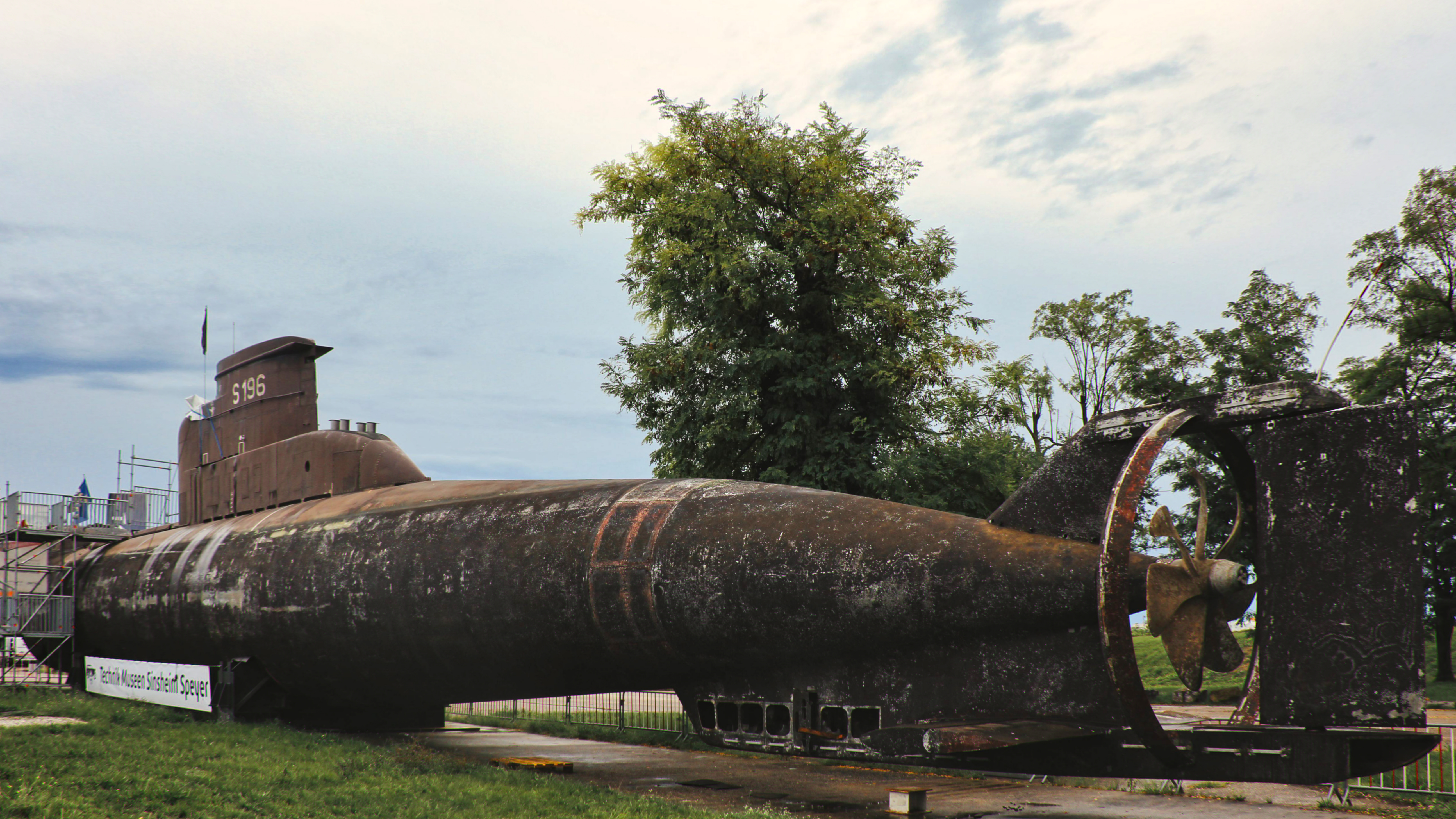
U 17 (Unterseeboot) in Sinsheim

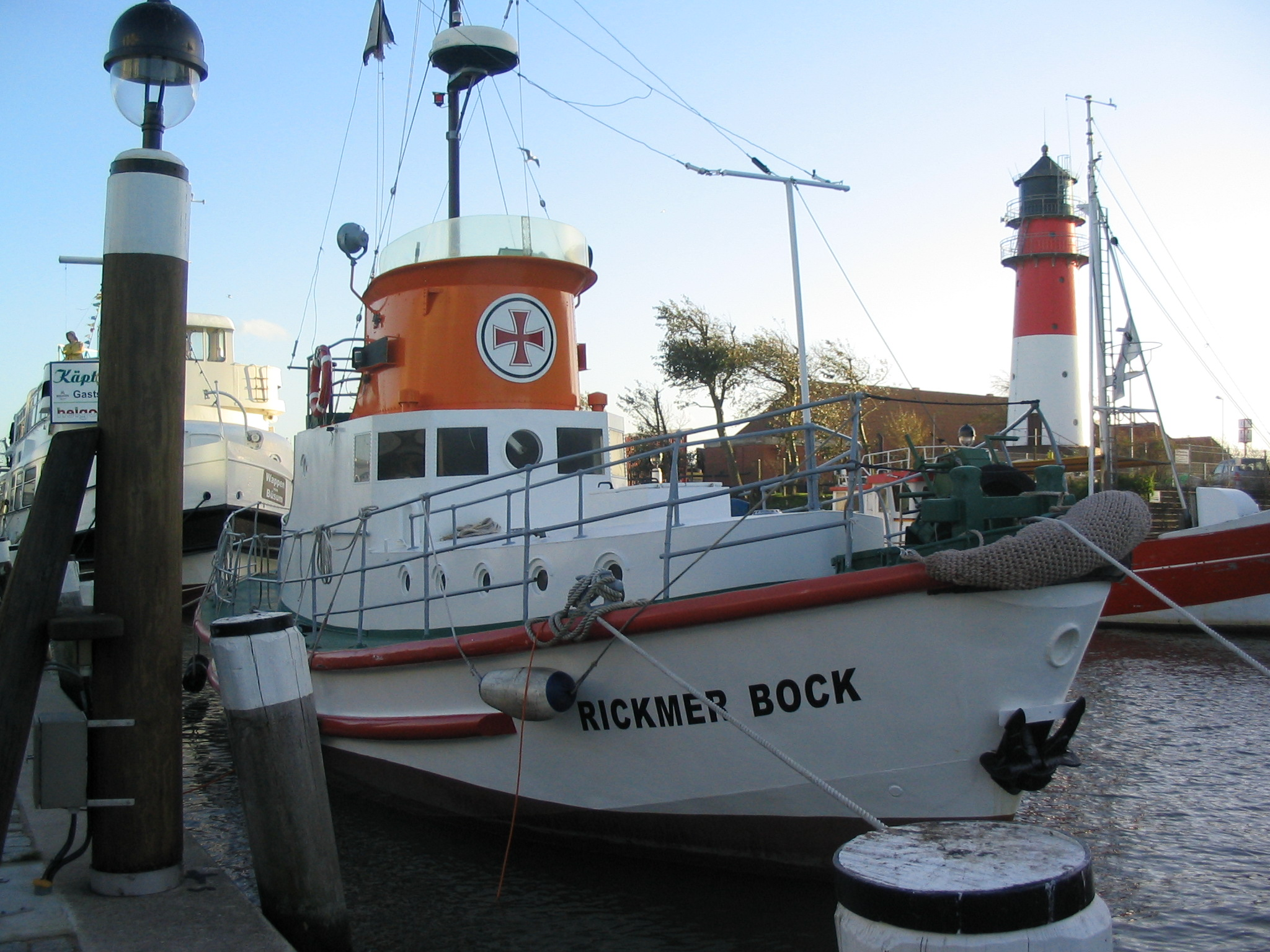
Rickmer Bock, Büsum

  - Dreimaster Schulschiff Deutschland
  - Dampf-Eisbrecher Wal
  - Schiffe vor dem Deutschen Schifffahrtsmuseum
    - Polarforschungsschiff Grönland
    - Hochseeschlepper Seefalke
    - Walfangdampfer Rau IX der Walter-Rau-Walfangflotte
    - Haffkahn Emma
    - Binnenschlepper Helmut
    - Feuerschiff Bürgermeister Abendroth (Elbe III)
    - Betonschiff Paul Kossel
    - Hafenschlepper Stier
    - Segelyacht Diva
    - Tragflügelboot WSS 10
- Büsum: Motorrettungsboot Rickmer Bock
- Borkum: Feuerschiff Borkumriff (IV)
- Castrop-Rauxel (Schiffshebewerk Henrichenburg)
  - Polizei- und Feuerlöschboot Cerberus
  - Dampfschlepper Fortuna
  - Motorgüterschiff Franz-Christian
  - Schleppkahn Ostara[1]
  - Dampftankschiff Phenol
- Cuxhaven:
  - Feuerschiff Feuerschiff Elbe 1
  - Gaffelschoner Hermine
- Drochtersen: Küstenmotorschiff Jan-Dirk
- Duisburg-Ruhrort:
  - Seitenrad-Dampfschlepper Oscar Huber
  - Eimerketten-Dampfbagger Minden
- Emden:
  - Seenotkreuzer Georg Breusing
  - Logger Stadt Emden
  - Feuerschiff Feuerschiff Amrumbank
- Burgstaaken auf Fehmarn: U-Boot U 11
- Flensburg: Salondampfer Alexandra
- Greifswald: Schonerbrigg Greif (ex. Wilhelm Pieck)
- Hamburg: siehe Historische Schiffe im Hamburger Hafen

- Havelsee: Schleppkahn Ilse-Lucie
- Kiel:

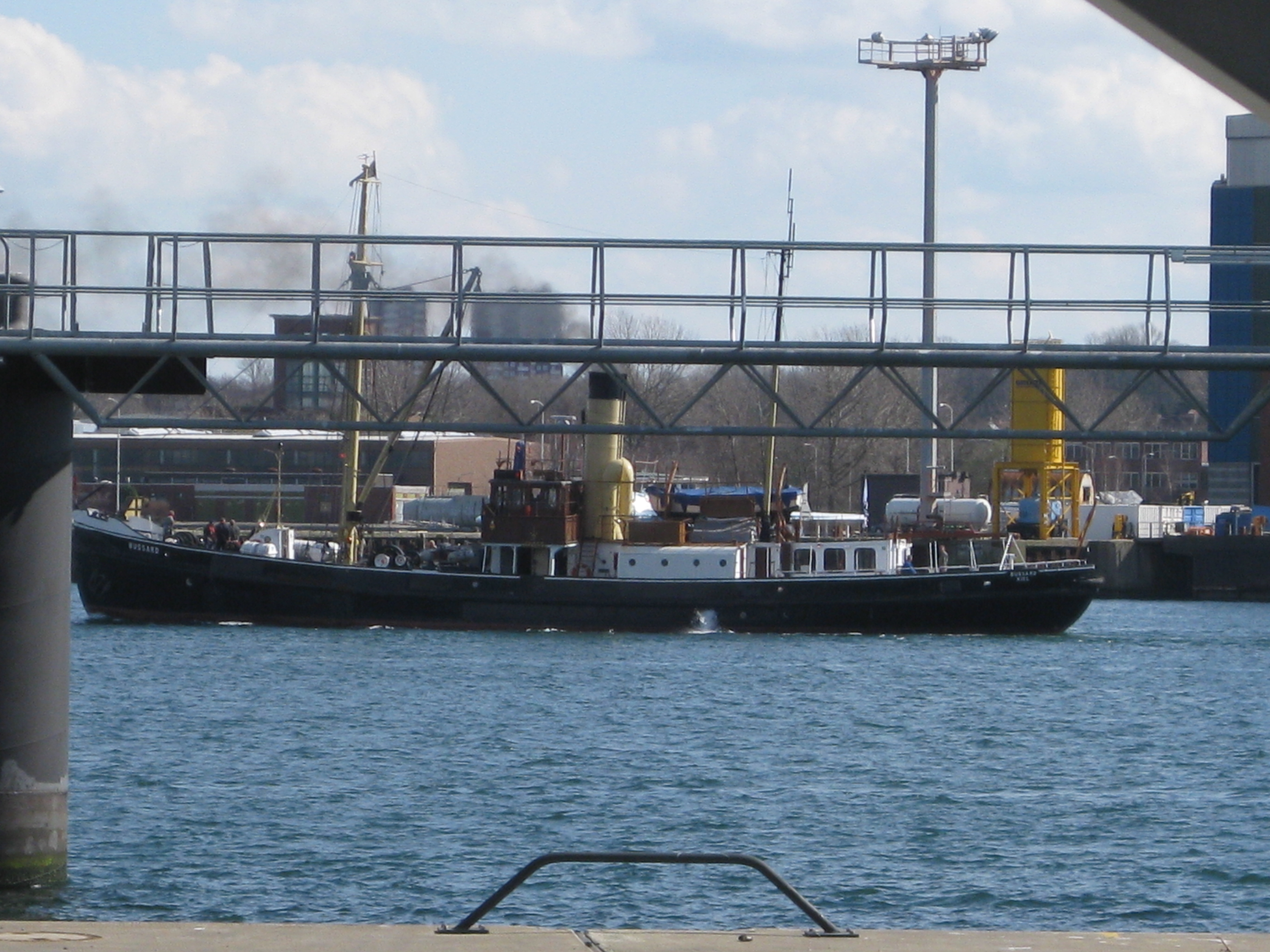
Bussard auf der Kieler Förde

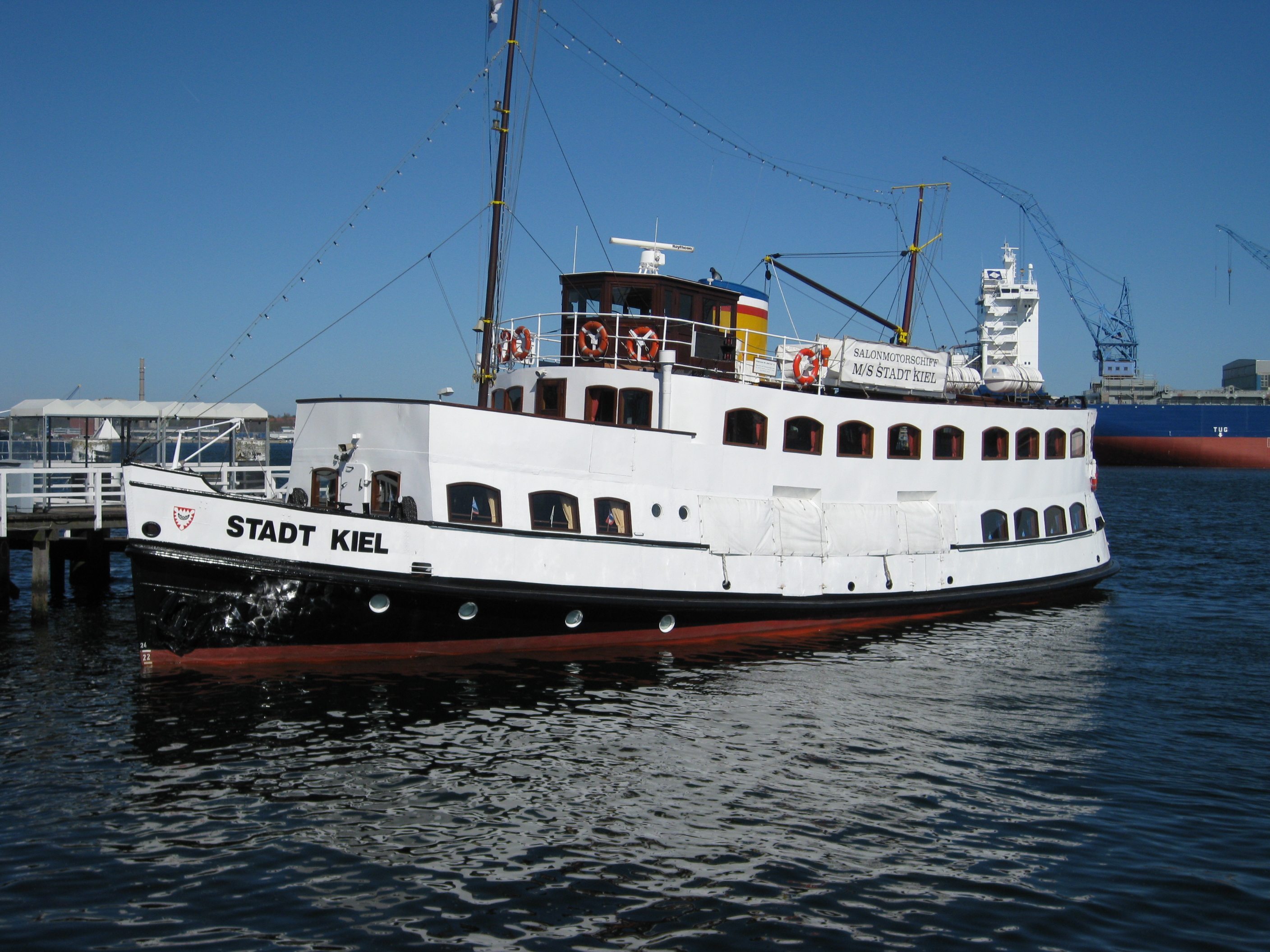
Stadt Kiel im Museumshafen

  - Dampfschiff Tonnenleger Bussard an der Museumsbrücke am Schifffahrtsmuseum Kiel
  - Seenotrettungskreuzer Hindenburg an der Museumsbrücke
  - Feuerlöschboot Kiel
  - Stadt Kiel an der Museumsbrücke
- Köln: MS Stadt Köln

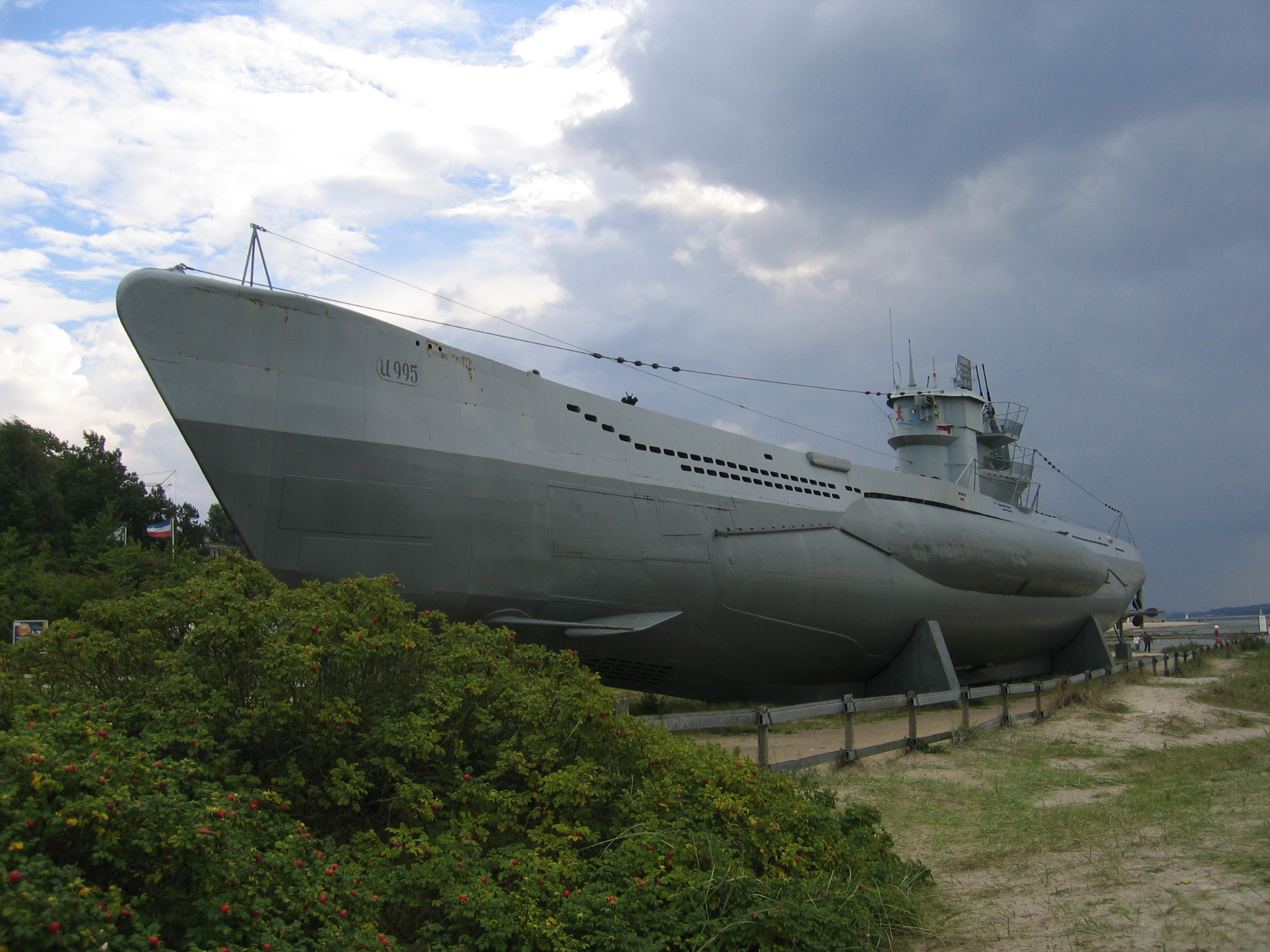
U 995 am Marineehrenmal

- Laboe: Unterseeboot U 995 (am Fuße des Marineehrenmals)
- Langeoog: Motorrettungsboot Langeoog
- Lauenburg (Elbe): Raddampfer Kaiser Wilhelm
- Leer (Ostfriesland): Post- und Passagierdampfer Prinz Heinrich
- Lübeck: Feuerschiff Fehmarnbelt

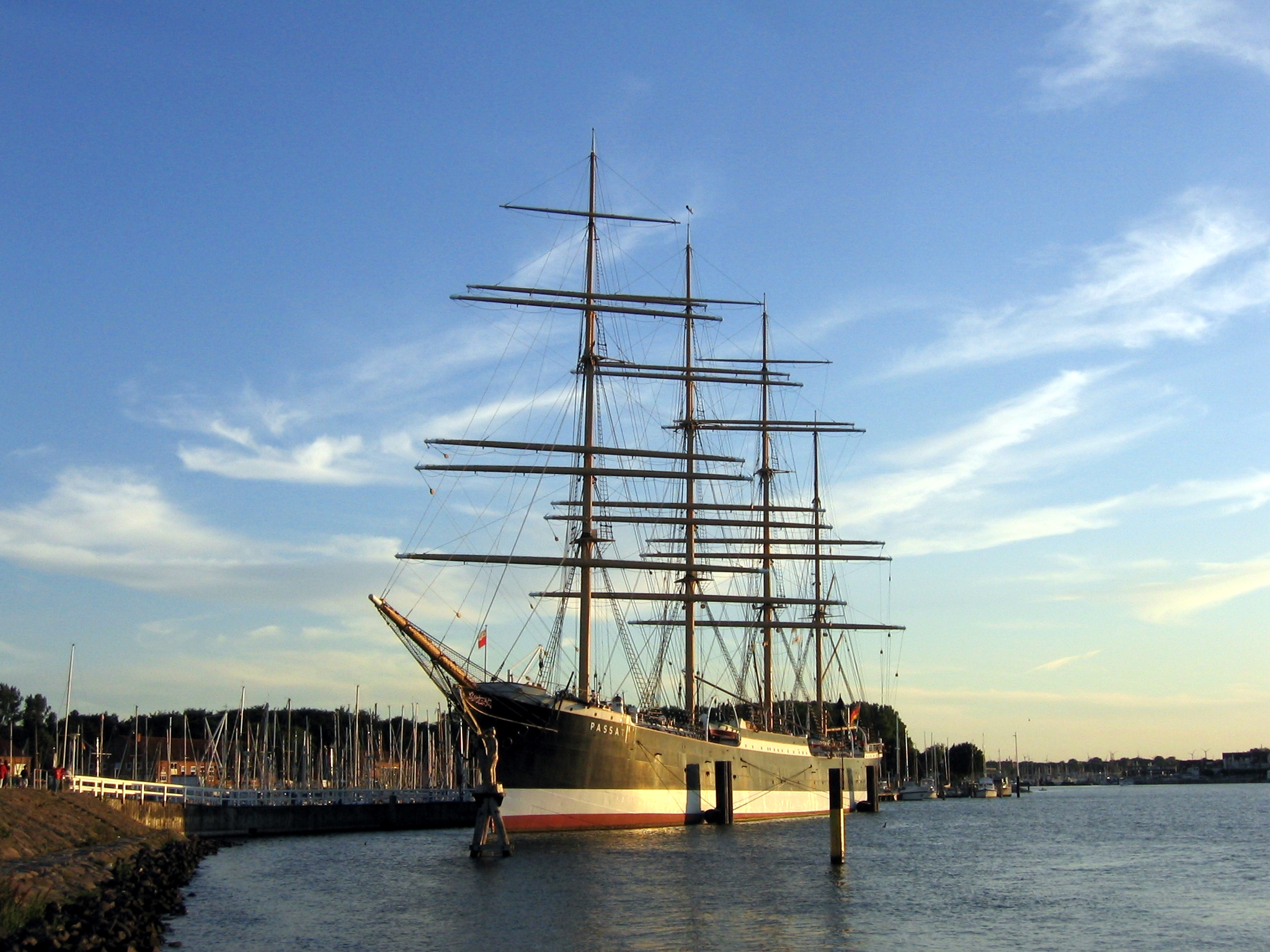
Die Passat in Travemünde, 2006

- Lübeck-Travemünde: Viermastbark Passat
- Magdeburg:
  - Kettendampfer Gustav Zeuner
  - Seitenraddampfer Württemberg
- Mannheim: Schaufelraddampfer ex Mainz der Köln-Düsseldorfer
- München (im Deutschen Museum):
  - Seenotkreuzer Theodor Heuss (ehemals H. H. Meier)
  - U-Boot U 1 der Kaiserlichen Marine
- Peenemünde:
  - Sowjetisches Lenkwaffen-U-Boot U-461 (ex-K-77)
  - Raketenschnellboot der Volksmarine, sowjetische Tarantul-Klasse:
- Regensburg (im Donau-Schiffahrts-Museum)
  - Raddampfer Ruthof / Érsekcsanád
  - Motorzugschiff Freudenau
- Rostock: Traditionsschiff Typ Frieden
- Saarbrücken: Treidelschiff Anna Leonie
- Sassnitz:
  - Britisches U-Boot Otus
  - Museumsschiff Havel
- Sinsheim: U 17 der Bundesmarine im Technik Museum Sinsheim
- Stade: Küstenmotorschiff Greundiek
- Stralsund:
  - Gorch Fock (I)
  - Kleines Torpedoschnellboot Projekt 63 der ehemaligen Volksmarine
  - Kleines Torpedoschnellboot Projekt 131 der ehemaligen Volksmarine, beide auf dem Freigelände Marinemuseum Dänholm
  - Adolf Reichwein, auf dem Gelände des Meeresmuseums
- Speyer: U-Boot U 9 der Bundesmarine im Technik Museum Speyer
- Speyer: Seenotkreuzer John T. Essberger Technik Museum Speyer
- Tutzing: Tutzing (Fahrgastschiff)
- Utting: Andechs (Fahrgastschiff)
- Wilhelmshaven:

- - Feuerschiff Norderney
  - Tonnenleger Kapitän Meyer

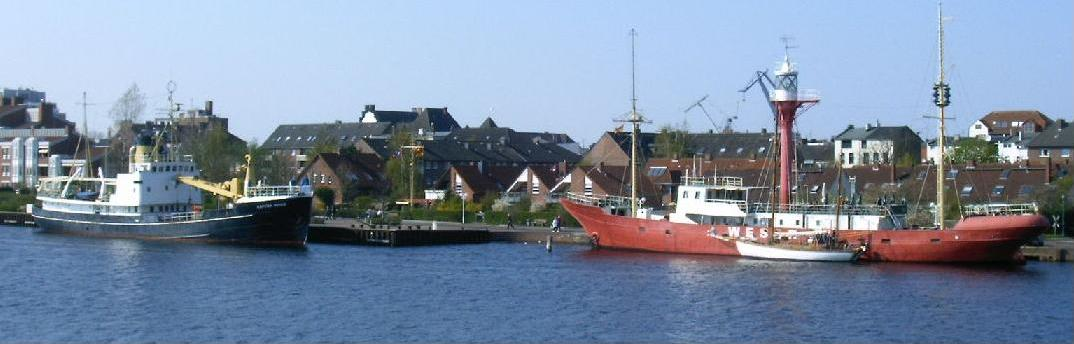
Museumsschiffe in Wilhelmshaven

  - Kriegsschiffe im Marinemuseum Wilhelmshaven:
    - Kriegsfischkutter Nordwind
    - Minenräumboot Weilheim
    - U-Boot U 10 der Bundesmarine
    - Lenkwaffenzerstörer Mölders
    - Flugkörperschnellboot Gepard
- Wischhafen: Küstenmotorschiff Iris-Jörg
- Wolgast: Eisenbahndampffährschiff Stralsund
- Xanten Nachbauten von römischen Schiffen durch die Schiffswerft im APX - LVR Archäologischer Park und LVR-Römermuseum:
  - spätrömische Lusorie Quintus Tricensimanus (Schnelle und wendige Ruderboote dieser Art fuhren Patrouille entlang der Flussgrenzen des römischen Imperiums)
  - römischer Lastensegler Minerva Tritonia
  - römisches Plattbodenschiff  Nehalennia
  - römische Einbäume Philemon und Baucis
- Zehdenick: Schiffermuseum Zehdenick

### Estland
Tallinn: Lennusadam

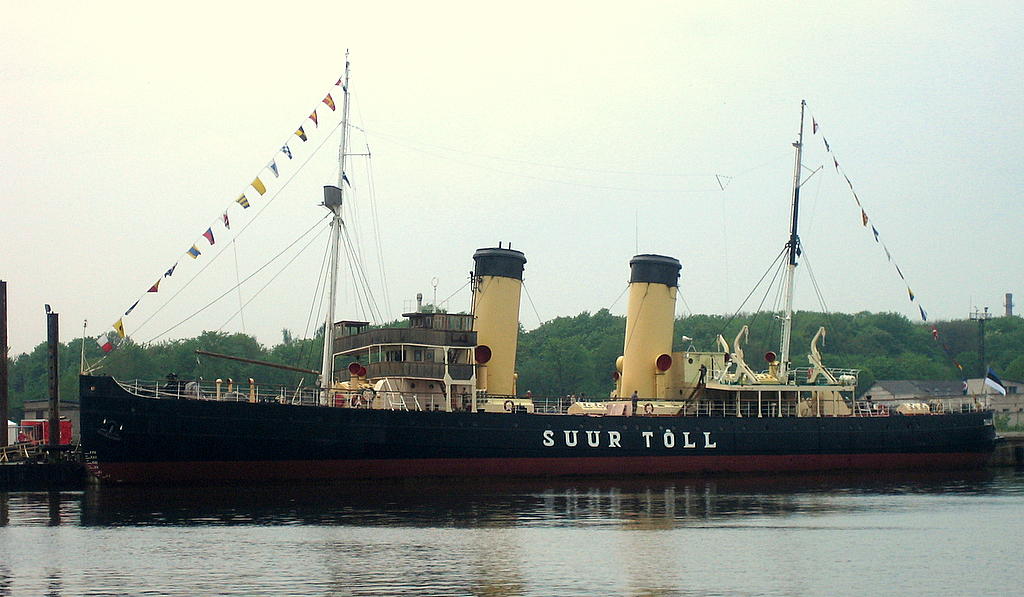
Eisbrecher Suur Tõll in Tallinn

- Binnenminensuchboot Kalev; Frauenlob-Klasse
- Eisbrecher Suur Tõll
- Minenleger Suurop; Rihtniemi-Klasse
- Patrouillenboot Grif; Zhuk-Klasse
- Patrouillenboot Torm; Storm-Klasse
- U-Boot Lembit
- Maasilinna-Schiff des 16. Jahrhunderts

### Finnland

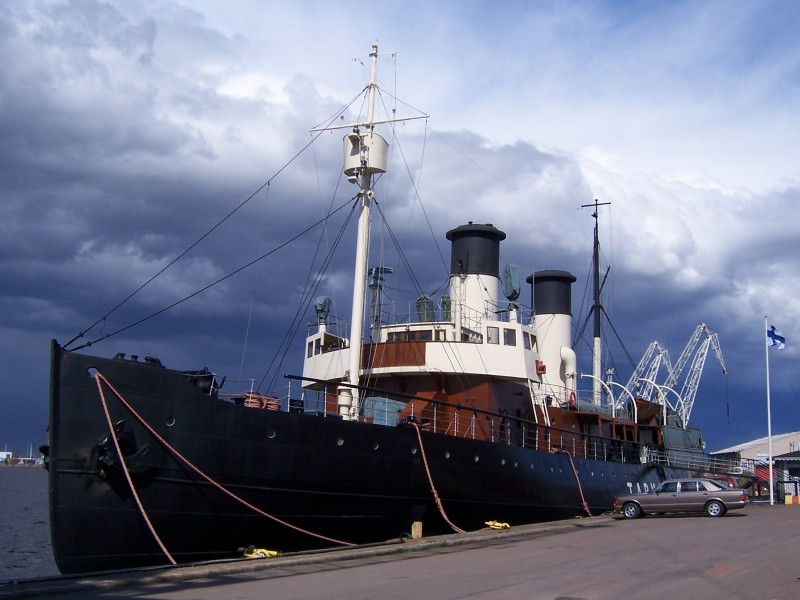
Eisbrecher Tarmo in Kotka

Kotka
- Eisbrecher Tarmo

Mariehamn
- Viermastbark Pommern

Suomenlinna
- U-Boot Vesikko

Turku
- Dreimaster Suomen Joutsen
- Schonerbark Sigyn
- Fähre Bore

### Frankreich
Cherbourg: La Cité de la Mer
- Atom-U-Boot Le Redoutable
- Bathyscaph Archimède

Concarneau
- Trawler Hémérica

Dunkerque: Musée portuaire

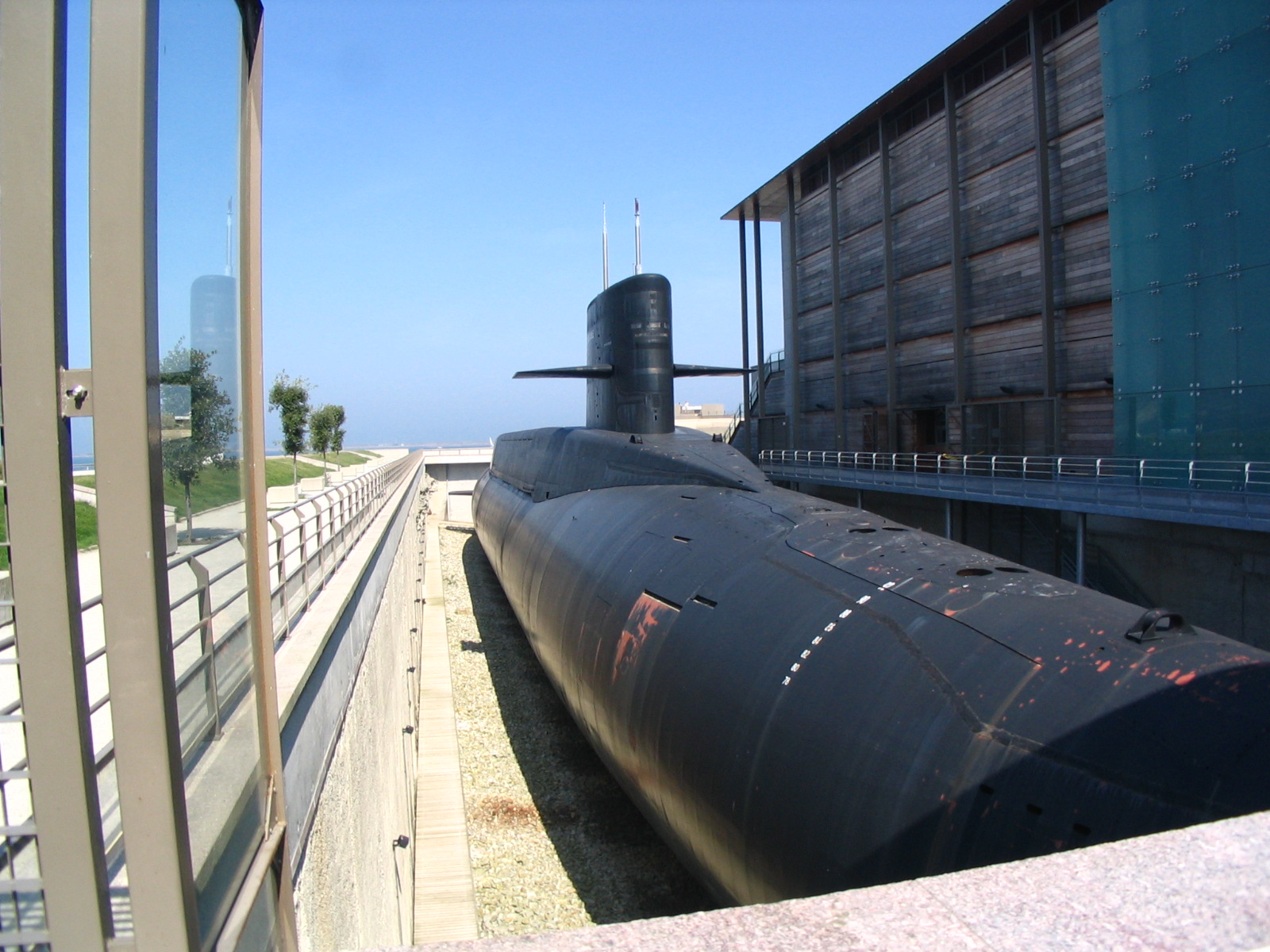
Le Redoutable in Cherbourg

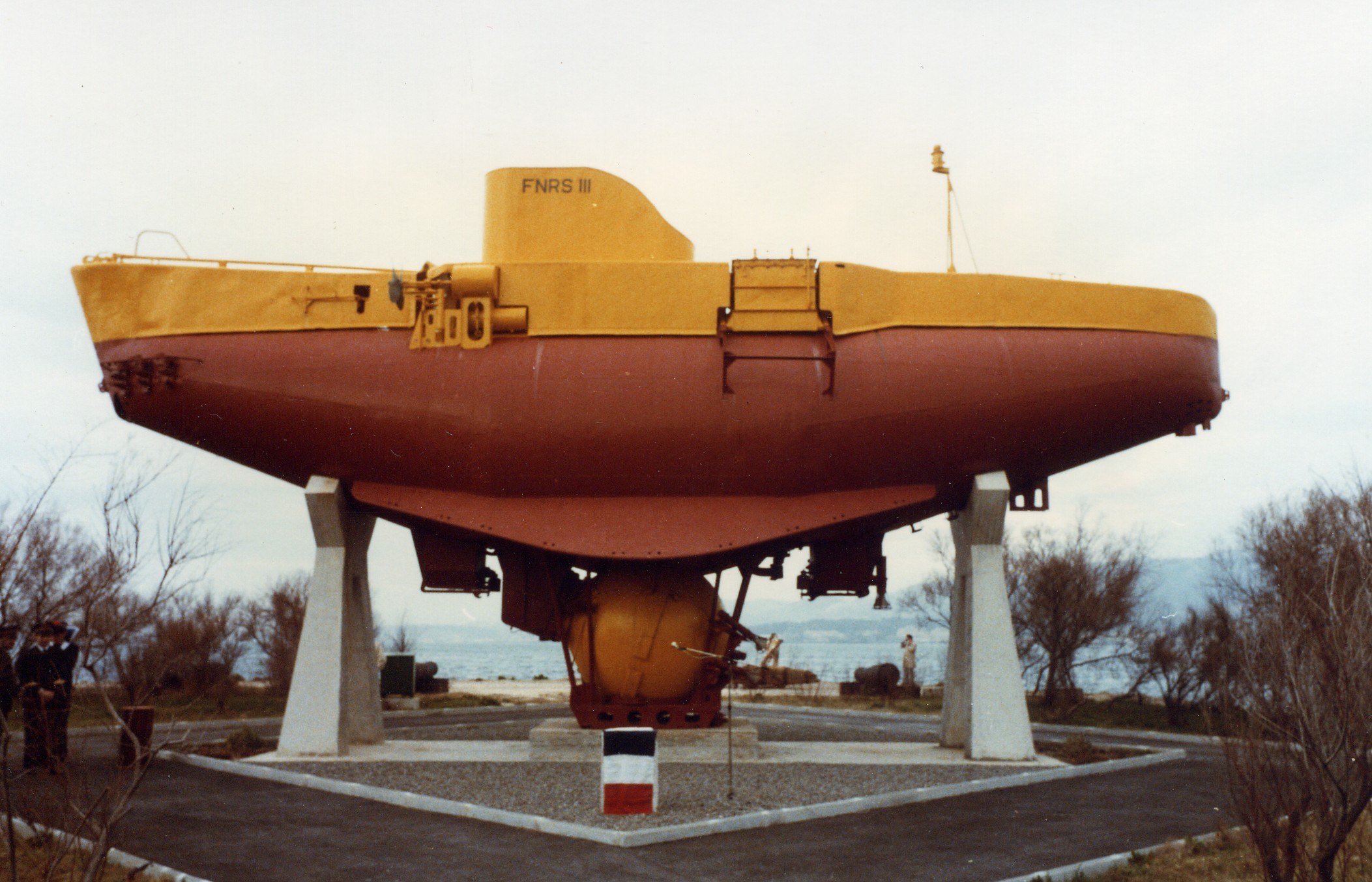
FNRS-3 in Toulon

- Dreimast-Vollschiff Duchesse Anne (Brême 1901)

Lorient
- U-Boot Flore (S 645) der Daphné-Klasse

Nantes
- Zerstörer Maillé-Brézé (D 627) der T-47/Surcouf-Klasse

Paris
- U-Boot Argonaute (1958)

Saint-Malo:
- Le Renard (Nachbau 1991, Gaffelkutter)

Saint-Nazaire:
- U-Boot Espadon (S 637) der Narval-Klasse

Toulon: Musée national de la Marine
- Bathyscaph FNRS-3

### Griechenland
Im Schiffsmuseum Trokadero Marina:
- Attische Triere (Dreiruderer) des 5. Jahrhunderts (Nachbau)
- Georgios Averoff, Panzerkreuzer
- Zerstörer Velos (Schiff der Fletcher-Klasse)

Marina Flisvos:
- Kabelleger Thalis o Milisios (Θαλής ο Μιλήσιος)
- Hellas Liberty, Liberty-Frachter (2009 erworben, gegenwärtig in Restaurierung)

### Italien
Fiumicino (Fiumara Grande)
- Dampfschiff Pietro Micca

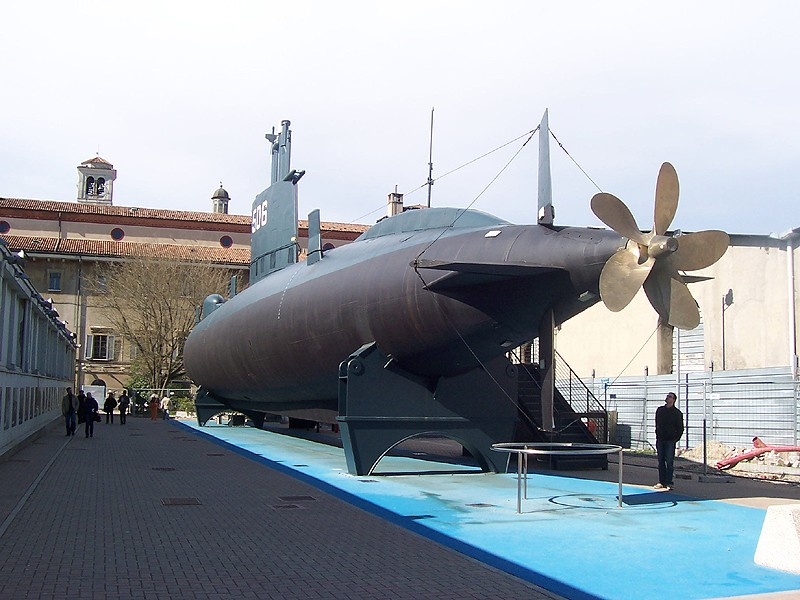
Enrico Toti in Mailand

Gardone Riviera („Vittoriale degli italiani“)
- Panzerkreuzer La Puglia
- Motortorpedoboot MAS-96

Genua („Museo del Mare“)
- U-Boot Nazario Sauro

Mailand („Museo nazionale della scienza e della tecnologia Leonardo da Vinci“)
- U-Boot Enrico Toti

Rom (Museo del Risorgimento)
- Motortorpedoboot MAS 15

### Israel
Haifa (Marinemuseum)
- U-Boot INS Gal
- Flugkörperschnellboot „INS Mitvach“
- Flüchtlingsschiff Af-Al-Pi-Chen (Landing Craft Tank Mk II)

Ginnossar (Yigal Allon Museum and Educational Center)
- Boot vom See Genezareth

### Island
Reykjavík (Marinemuseum)
- Schleppschiff Magni
- Patrouillenboot ICGV Óðinn

### Japan

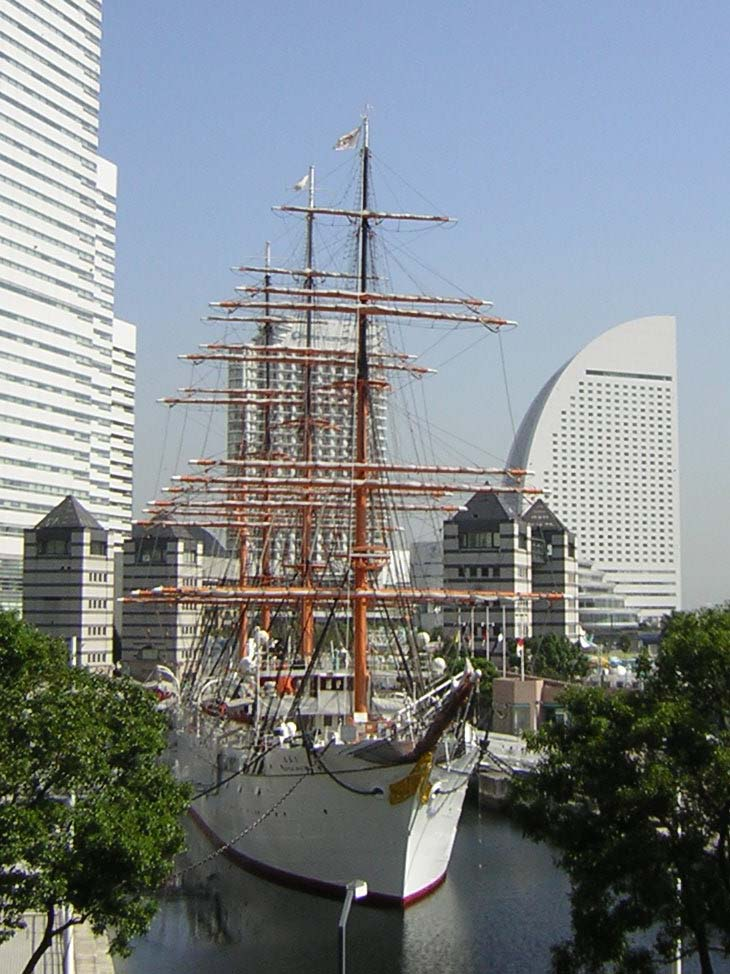
Nippon Maru in Yokohama

Museum der Japanischen Maritimen Selbstverteidigungsstreitkräfte, Kure
- U-Boot Akishio

Schifffahrtsmuseum, Tokyo
- Eisbrecher Soya
- Fähre Yotei Maru

Yokohama
- Viermastbark Nippon Maru
- Handels-Linienschiff Hikawa Maru

Yokosuka
- Schlachtschiff Mikasa

### Kanada
Kingston (Ontario)
- Eisbrecher Alexander Henry

Vancouver Maritime Museum, Vancouver:
- Mesoskaph Ben Franklin
- Schoner St. Roch

Hamilton (Ontario)
- Zerstörer Haida

Museum in Port Burwell, Ontario
- U-Boot Ojibwa

Site historique maritime de la Pointe-au-Père, Rimouski
- U-Boot Onondaga

Maritime Museum of the Atlantic, Halifax (Nova Scotia)
- Korvette Sackville

### Kroatien
Rijeka
- Staatsyacht Galeb

Zagreb
- Typ CB

### Neuseeland
Picton
- Edwin Fox

### Niederlande
Amsterdam
- Dampfeisbrecher Christiaan Brunings
- Amsterdam (Schiff, 1749)
- Pollux (Schiff, 1940)

Den Helder
- Rammschiff Schorpioen
- Minensucher Abraham Crijnssen
- Unterseeboot Tonijn
- Feuerschiff Texel

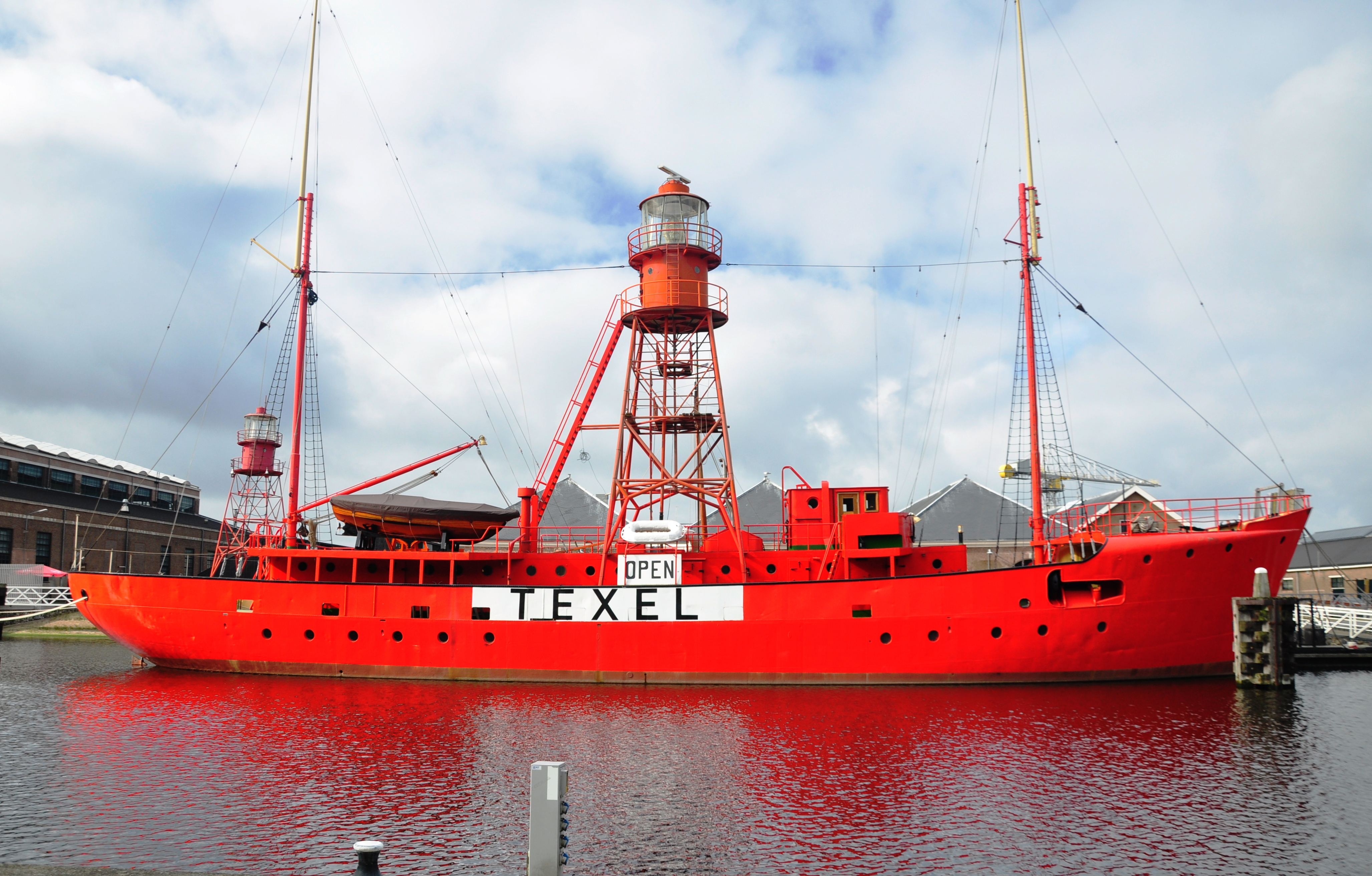
Feuerschiff Texel in Den Helder

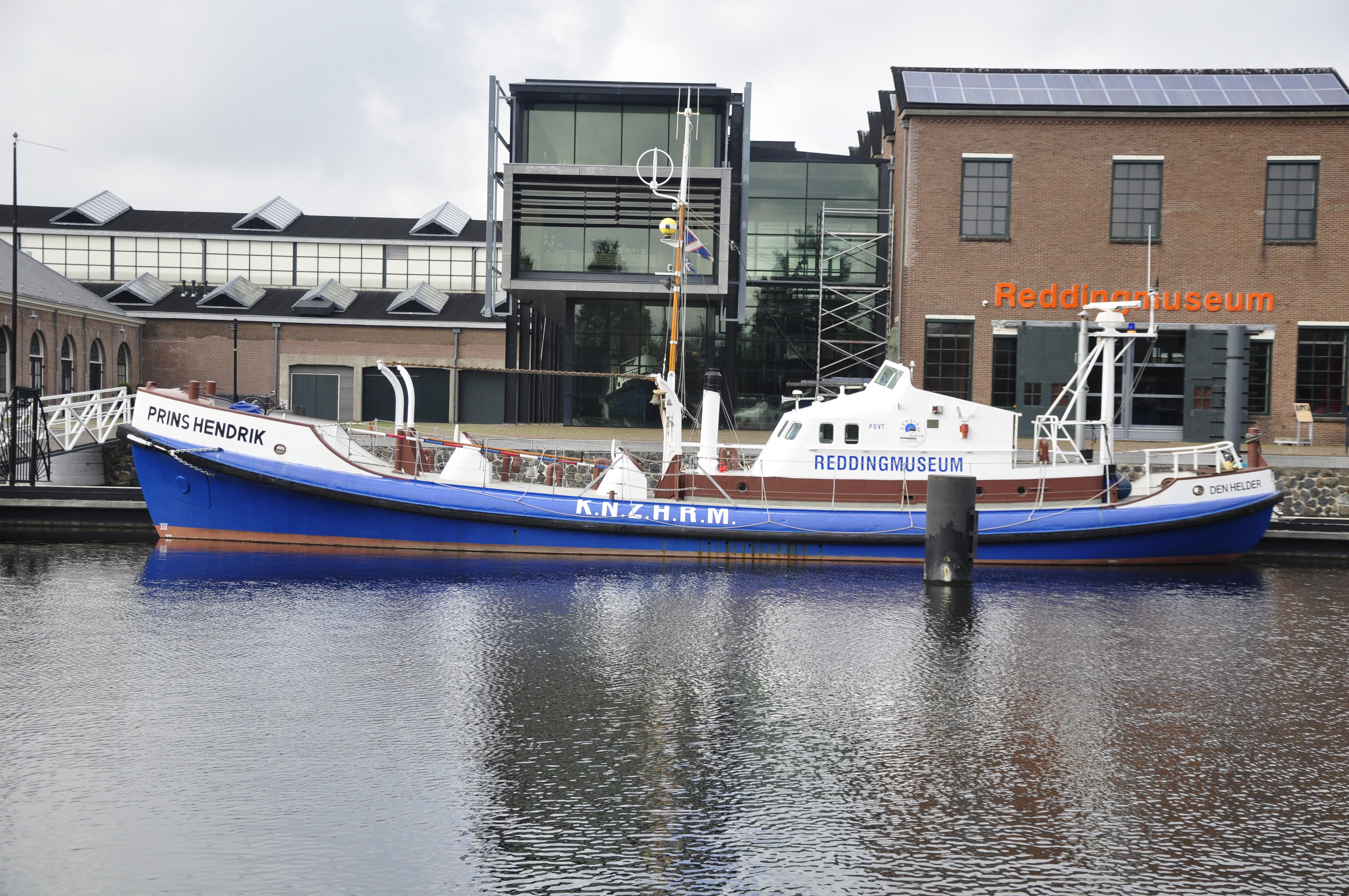
Rettungsschiff Prins Hendrik in Den Helder

- Rettungsschiffe Prins Hendrik (Bj. 1951) und Javazee

Dordrecht
- Schubeinheit René Siegfried

Hellevoetsluis
- Panzer-, Turm- und Rammschiff Buffel
- Feuerschiff Noord-Hinder

Lelystad
- V.O.C. Retourschip Batavia (Replik)

Rotterdam
- Seeschlepper Elbe
- Feuerlöschboot Jan van der Heijden
- Passagierschiff SS Rotterdam

Scheveningen
- Minenjäger Mercuur A856

Terschelling
- Schlepper Holland

Vlaardingen
- Seeschlepper Hudson

Weesp
- Vermessungsschiff Hydrograaf (Schiff, 1910)

### Norwegen
Horten
- Minenräumer KNM Alta; Sauda-Klasse
- Patrouillenboot KNM Blink; Storm-Klasse
- Fregatte KNM Narvik; Oslo-Klasse
- Torpedoboot KNM Rap
- Torpedoschnellboot/Patrouillenboot KNM Skrei; Tjeld-Klasse
- U-Boot KNM Utstein; Kobben-Klasse

Oslo
- Floß Kon-Tiki
- Frachtsegler Legend (Schiff)

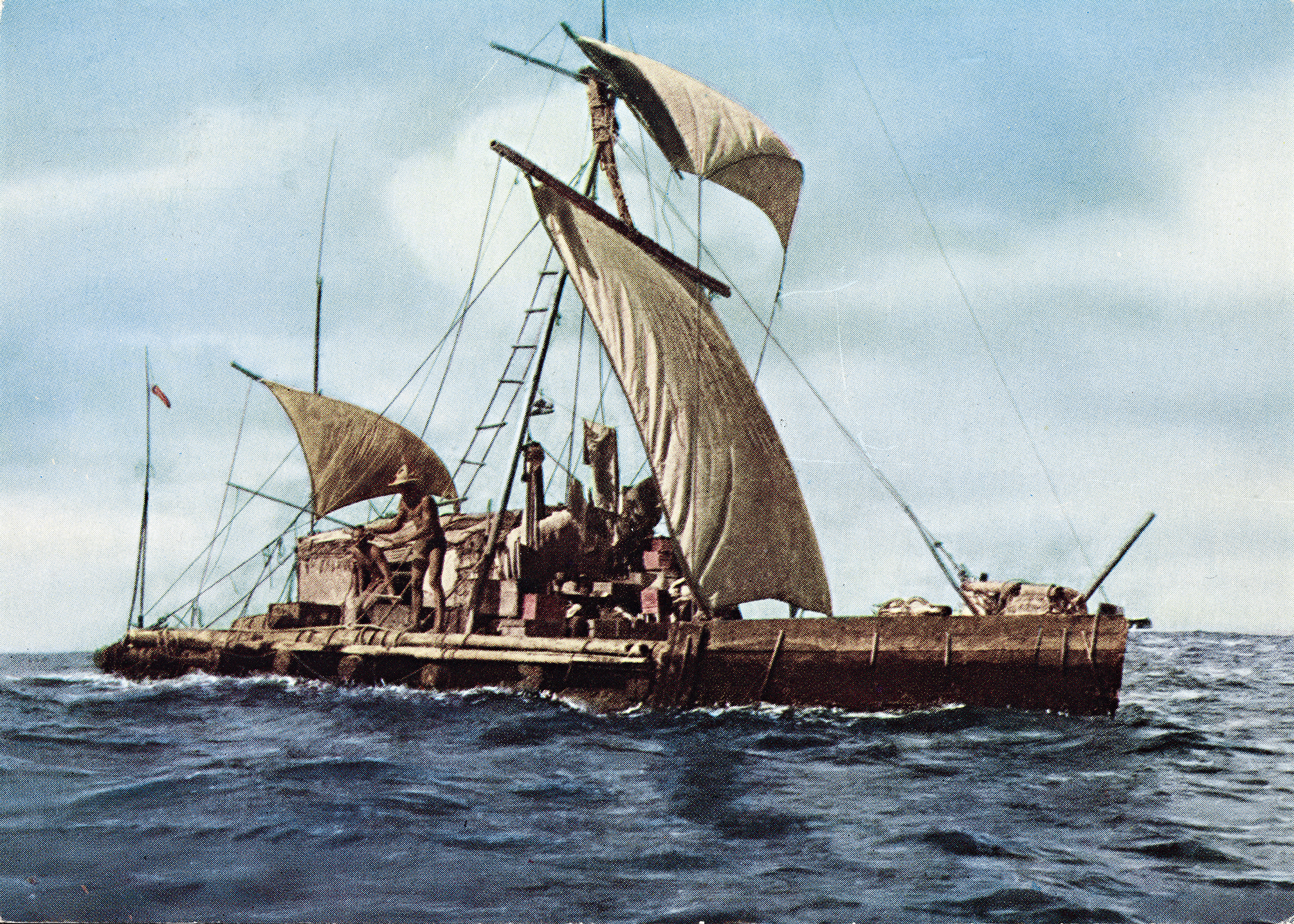
Floß Kon-Tiki

- Expeditionsschiff Fram (Schiff, 1892)
- Expeditionsschiff Gjøa

Stokmarknes
- Linienfährschiff Finnmarken

Suldal
- Suldal (Schiff)

### Österreich
Korneuburg
- Patrouillenboot Niederösterreich
- Oesterreich, Hard, Passagier-Motorschiff

### Polen
Danzig
- Kohle- und Erzfrachter Sołdek, erstes nach dem Zweiten Weltkrieg in Polen gebautes Schiff

Gdynia
- Zerstörer ORP Błyskawica
- Segelschulschiff Dar Pomorza

### Portugal
Cacilhas
- Fregatte Dom Fernando II e Glória
- U-Boot NRP Barracuda (Daphné-Klasse)

Ílhavo
- Fischtrawler Santo André

Lagos
- Karavelle Boa Esperança

Lissabon
- Prunkbarkasse Bergantim Real
- Prunkbarkasse Galeota Grande

Viana do Castelo
- Hospitalschiff Gil Eannes

### Russland
Kaliningrad

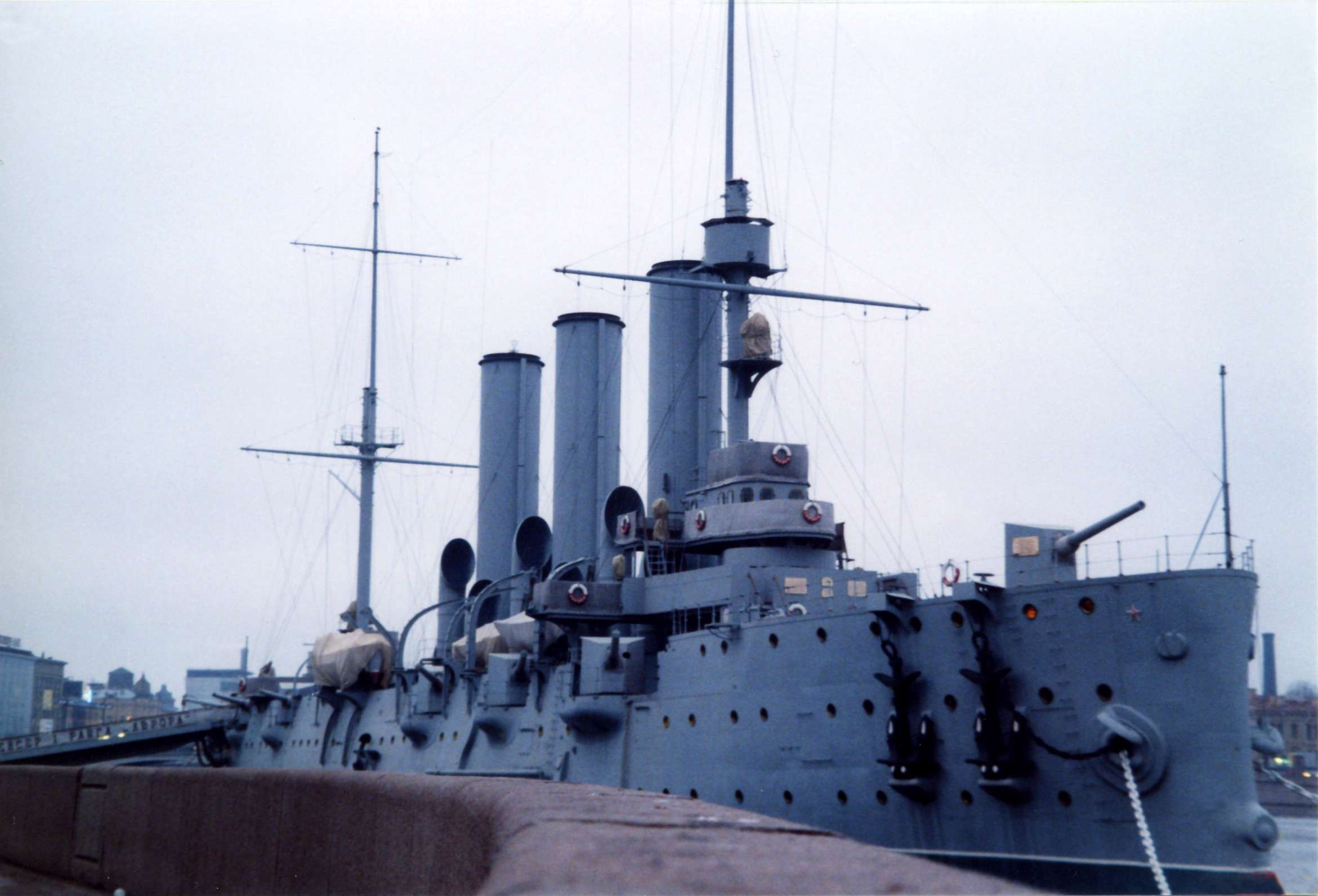
Panzerdeckkreuzer Aurora in Sankt Petersburg

- Forschungsschiff (ursprünglich Frachtschiff) Witjas

Irkutsk
- Eisbrecher Angara

Murmansk
- Atomeisbrecher Lenin

Noworossijsk
- Leichter Kreuzer Michail Kutusow

Sankt Petersburg
- Panzerdeckkreuzer Aurora
- Eisbrecher Krasin
- Atom-U-Boot Leninski Komsomol
- U-Boot S-189

### Schweden
Gävle
- Frachtsegler Gerda

Göteborg
- Viermastbark Viking

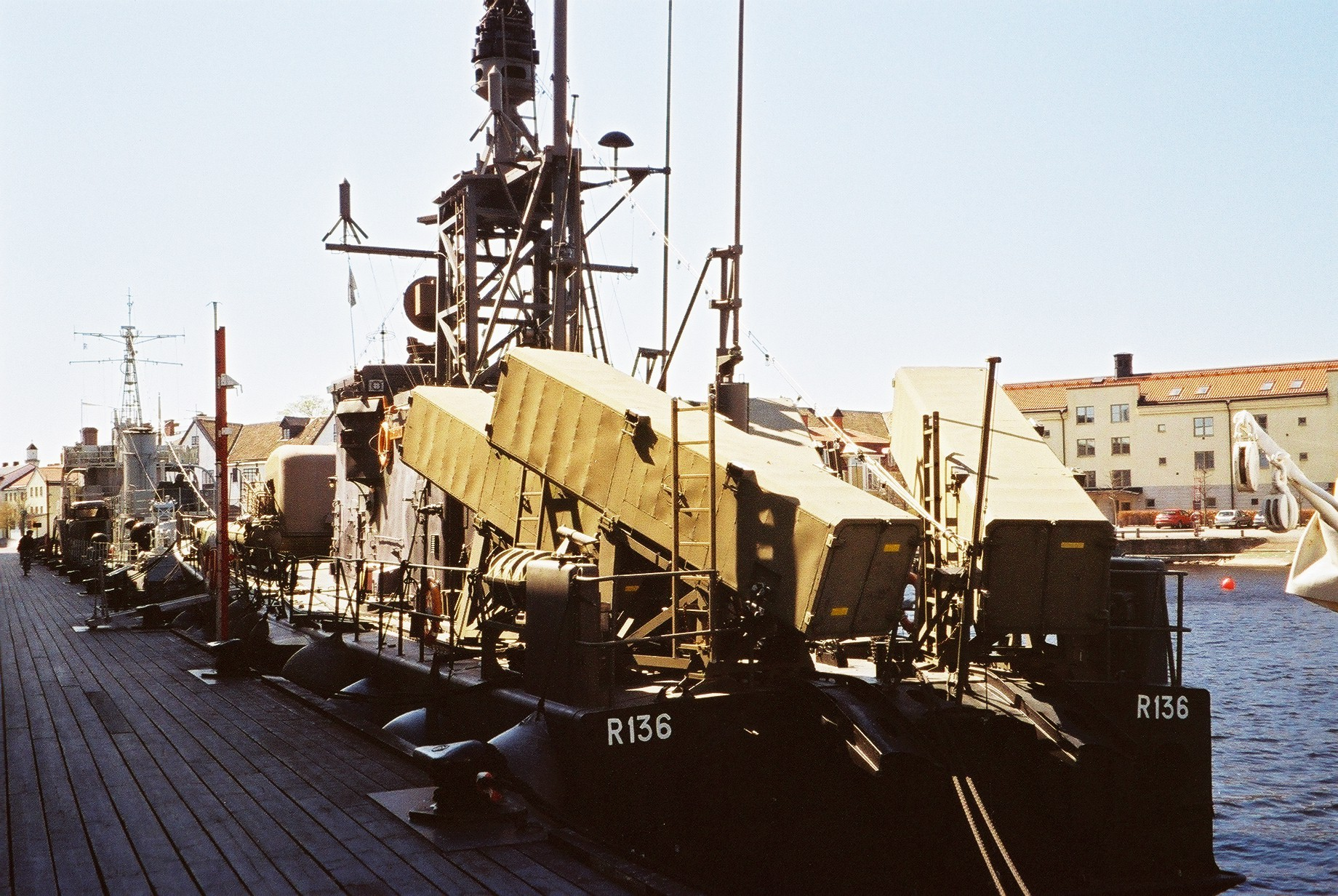
Flugkörperschnellboot Västervik bei Marinemuseum in Karlskrona

- Patrouillenboot Hugin Hugin-klasse
- U-Boot Nordkaparen Draken-klasse
- Zerstörer Småland Halland-Klasse

Karlskrona
- Segelschiff Jarramas
- Flugkörperschnellboot Västervik Norrköping-Klasse
- Minenräumboot Bremön Arholma-Klasse

Malmö
- U-Boot U 3

Stockholm
- Linienschiff Vasa
- Eisbrecher Sankt Erik
- Feuerschiff Finngrundet
- Torpedoschnellboot Spica

### Schweiz
Verkehrshaus der Schweiz, Luzern
- Mesoskaph Auguste Piccard (PX-8)
- Postdampfer Rigi

### Spanien
Las Palmas
- Dampfschiff La Palma

### Taiwan
Tainan

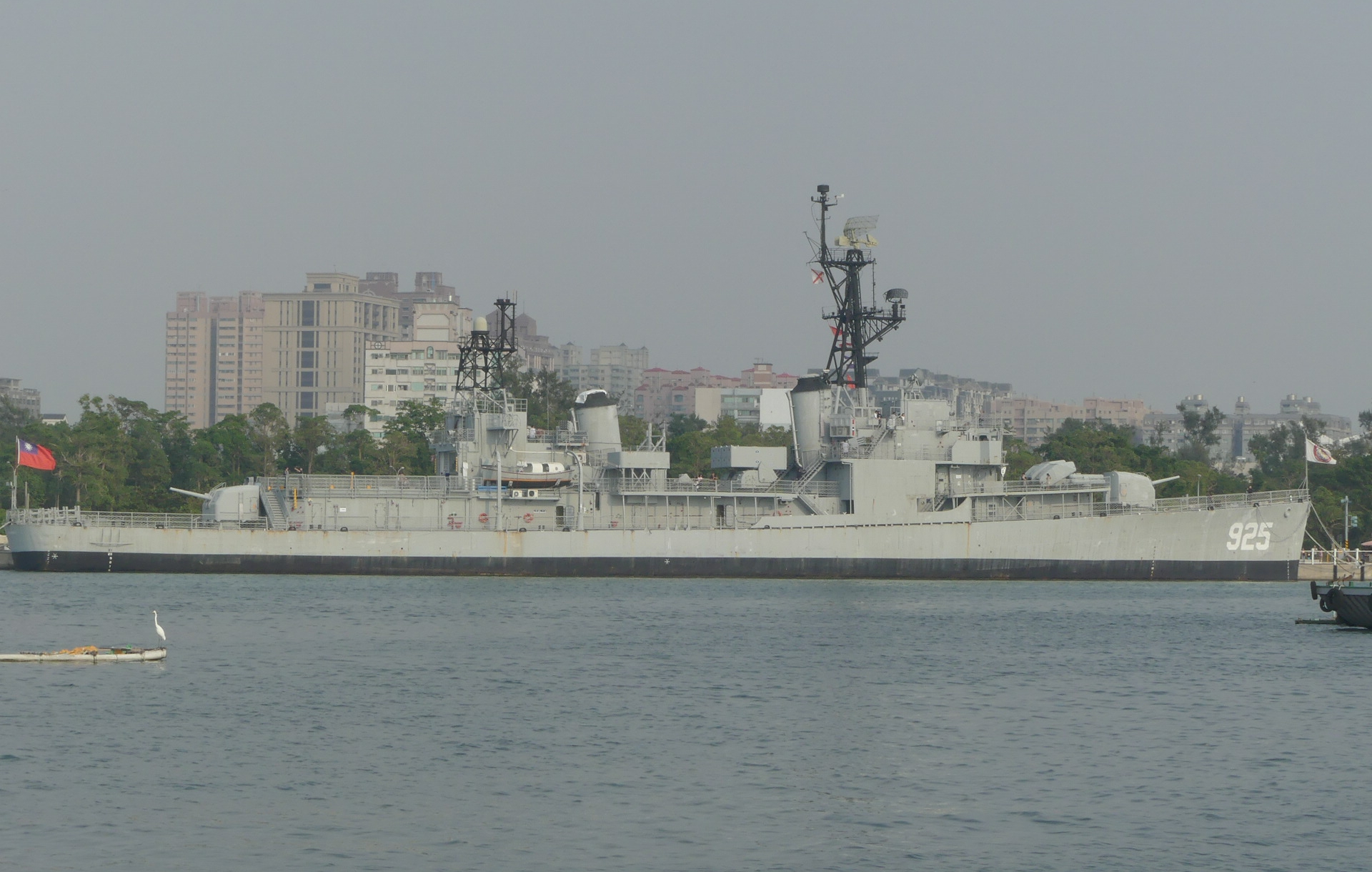
Zerstörer Te Yang (DDG-925) (ex USS Sarsfield (DD-837)) in Tainan

- Zerstörer Te Yang (DDG-925), Gearing-Klasse

### USA

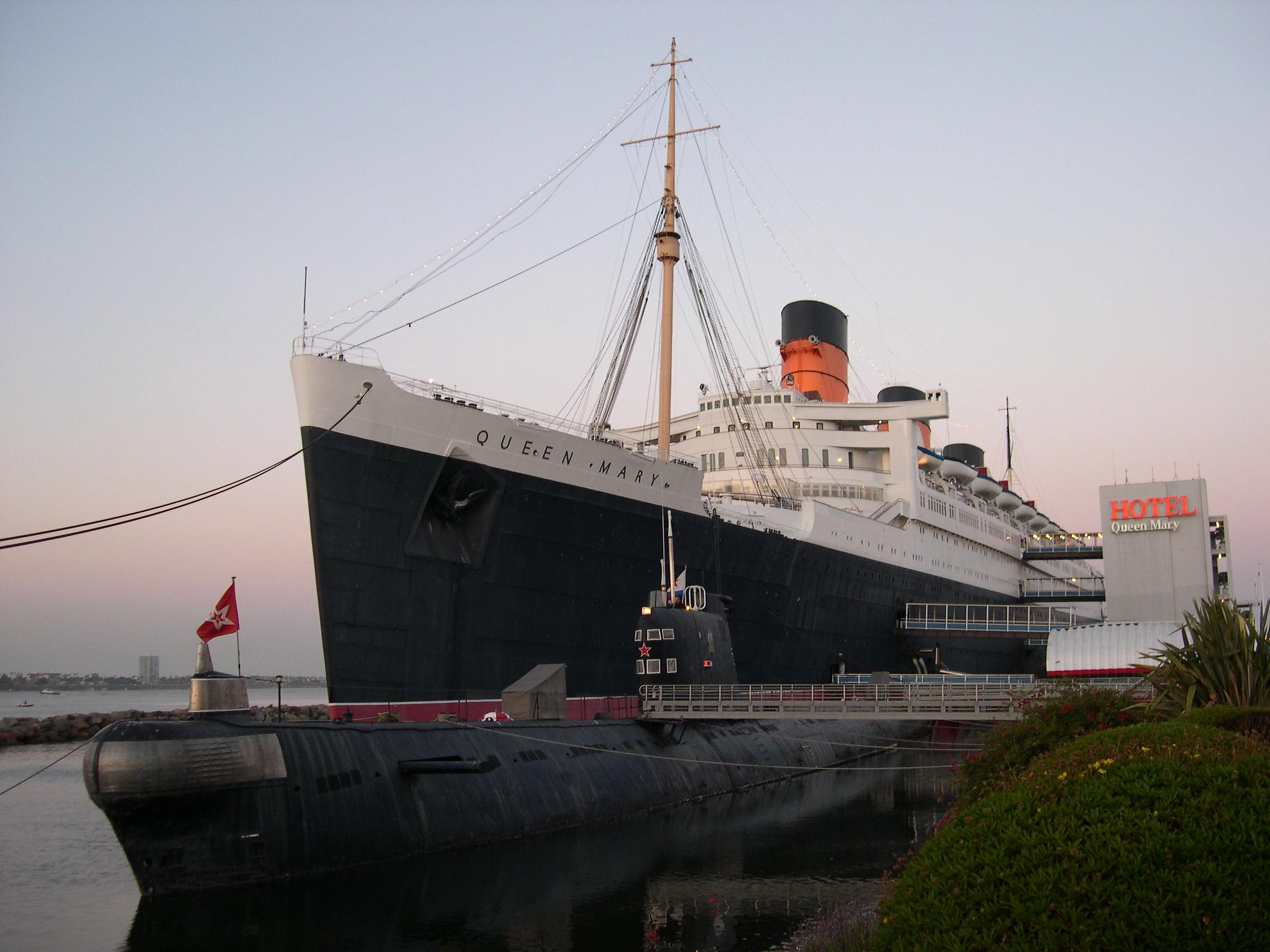
Queen Mary in Long Beach

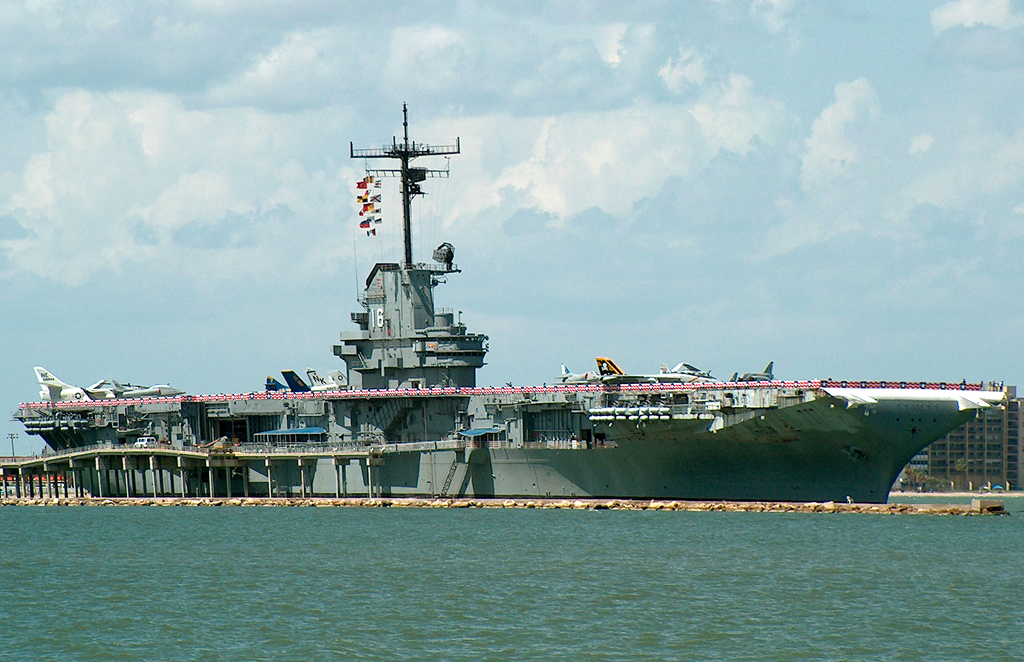
Die Lexington in Corpus Christi

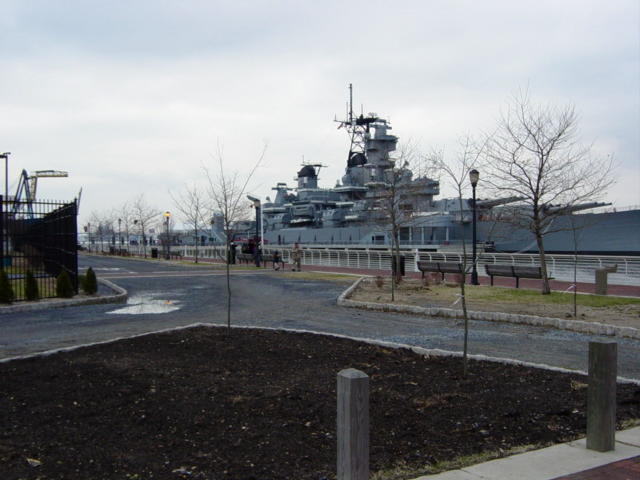
Die New Jersey in Camden

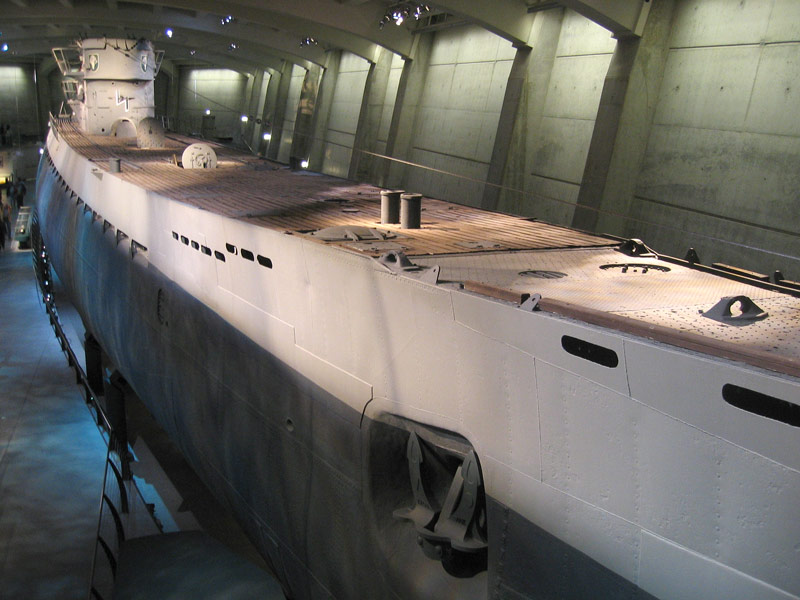
U 505 in Chicago

- Barkentine Gazela, in Philadelphia, Pennsylvania
- Flugzeugträger Hornet im Hafen von Alameda, Kalifornien
- Flugzeugträger Intrepid im Hafen von New York
- Flugzeugträger Lexington im Hafen von Corpus Christi, Texas
- Flugzeugträger Midway im Hafen von San Diego, Kalifornien
- Flugzeugträger Yorktown, Patriots Point Naval and Maritime Museum im Hafen von Charleston, South Carolina
- Fregatte Constellation in Baltimore, Maryland
- Fregatte Constitution in Boston, Massachusetts
- Kleines Raketenschiff Hiddensee (Tarantul-Klasse) der ehemaligen Volksmarine im Battleship Cove Museum in Fall River, US-Bundesstaat Massachusetts
- Kreuzer Olympia in Philadelphia, Pennsylvania
- Kreuzer Salem in Quincy, Massachusetts
- Kutter Taney in Baltimore, Maryland
- Coast Guard Cutter Ingham, Patriots Point im Hafen von Charleston, South Carolina
- Lenkwaffenkreuzer Little Rock im Buffalo and Erie County Naval & Military Park in Buffalo, New York
- Passagierschiff Queen Mary in Long Beach, Kalifornien
- Präsidialyacht Potomac des Präsidenten Roosevelt, im Hafen von Oakland, Kalifornien
- Schlachtschiff Alabama nahe Mobile, Alabama
- Schlachtschiff Iowa im Hafen von Los Angeles, Kalifornien
- Schlachtschiff Massachusetts im Battleship Cove Museum in Fall River, US-Bundesstaat Massachusetts
- Schlachtschiff Missouri in Pearl Harbor, Hawaii
- Schlachtschiff New Jersey nahe Camden, New Jersey
- Schlachtschiff Wisconsin in Norfolk, Nauticus National Maritime Center, Virginia
- Schlachtschiff North Carolina in Wilmington, North Carolina
- Schlachtschiff Texas in La Porte, Texas
- Segelschulschiff Eagle, in New London, Connecticut
- U-Boot B-39 sowjetische Foxtrot-Klasse in San Diego, Kalifornien
- U-Boot B-427 sowjetische Foxtrot-Klasse in Long Beach, Kalifornien
- U-Boot Becuna in Philadelphia, Pennsylvania
- U-Boot Blueback in Portland, Oregon
- U-Boot Bowfin in Pearl Harbor, Hawaii
- U-Boot Cavalla in Pelican Island nahe Galveston, Texas
- U-Boot Clamagore, Patriots Point im Hafen von Charleston, South Carolina
- U-Boot Cobia in Manitowoc, Wisconsin
- U-Boot Cod in Cleveland, Ohio
- U-Boot Drum nahe Mobile, Alabama
- U-Boot Growler im Hafen von New York
- U-Boot Nautilus, in Groton, Connecticut
- U-Boot Pampanito in San Francisco, Kalifornien
- U-Boot Silversides in Muskegon, Michigan
- U-Boot Torsk in Baltimore, Maryland
- U-Boot U 505, deutscher Typ IX C im Museum of Science and Industry, Chicago, Illinois
- Liberty-Schiff Jeremiah O'Brien in San Francisco
- Liberty-Schiff John W. Brown in Baltimore, Maryland
- Victory-Schiff Red Oak Victory in Richmond, Kalifornien
- Victory-Schiff Lane Victory in San Pedro, Kalifornien
- Victory-Schiff American Victory in Tampa, Florida
- Viermastvollschiff Falls of Clyde im Hafen von Honolulu, Hawaii
- Charles W. Morgan, das einzig erhaltene Walfang-Segelschiff der Welt in Mystic, Connecticut
- Zerstörer Barry in Washington, D.C.
- Zerstörer Cassin Young in Boston, Massachusetts
- Zerstörer Joseph P. Kennedy, Jr. im Battleship Cove Museum in Fall River, US-Bundesstaat Massachusetts
- Zerstörer Kidd in Baton Rouge, Louisiana
- Zerstörer Laffey, Patriots Point im Hafen von Charleston, South Carolina
- Zerstörer The Sullivans, in Buffalo, New York
- Zerstörer Turner Joy in Bremerton, Washington (Bundesstaat)
- Zerstörer Edson in Bay City, Michigan
- W. T. Preston, ein Arbeits- bzw. Kranschiff, welches als Raddampfer ausgeführt ist, in der Nähe von Anacortes, Washington (Bundesstaat)

### Vereinigtes Königreich
Belfast
- Leichter Kreuzer Caroline
- Tenderschiff Nomadic

Bristol
- Dampfschiff Great Britain

Dundee
- Expeditionsschiff Discovery
- Fregatte Unicorn
- Feuerschiff North Carr

Hartlepool
- Fregatte Trincomalee

Glasgow
- Bark Glenlee

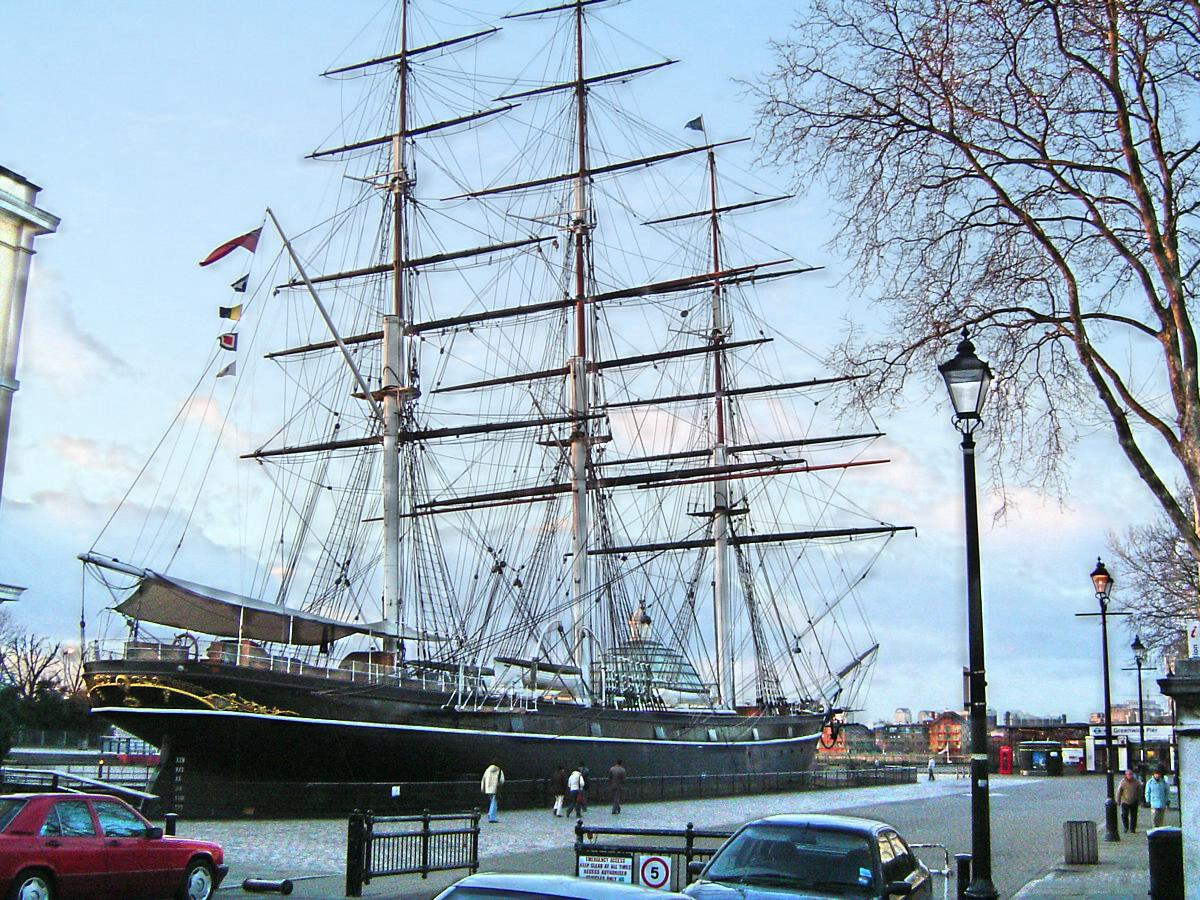
Die Cutty Sark in London

Royal Navy Submarine Museum, Gosport
- U-Boot Alliance
- U-Boot Holland 1
- Kleinst-U-Boot X24
- Kleinst-U-Boot Biber (Nr. 105)

Birkenhead (Liverpool)
- U-Boot U 534 (Typ IX)

London
- Klipper Cutty Sark
- Replik Golden Hind von 1973 (Original siehe Golden Hinde)
- Kreuzer Belfast

Portsmouth
- Linienschiff Victory
- Panzerschiff Warrior
- Monitor M33